# Poems (tomik Caroline i Alice Duer)
Poems – wspólny tomik wierszy sióstr Duer, Caroline (1865-1956) i Alice (1874-1942), opublikowany w Nowym Jorku w 1896 nakładem oficyny George H. Richmond & Co. Tomik zawiera 35 utworów. Caroline jest autorką wierszy An International Episode, A Song, A Portrait, A Serenade, How Can One Tell, A Midsummer Night's Dream, To Leeward, Lines for the Skull at the Feast, The Image of the Earthy, [Count me not less thy friend because my heart], An Apology, To a Photograph, The Yellow Age, The Broken Wheel, A Passing Fancy, A Vignette, Good-Night, A Song, The Kingdom of the Present, From Phyllis, A Drinking-Song, My Rose of May, A Word to the Wise, Triolet i Wasted Time. Alice jest autorką utworów A Sonnet, An Exhortation to Gentleness, Overheard in a Conservatory, From the German, After a Year, To the Night-Breeze, A Dialogue, How Like a Woman i The Snare of the Fowler. Napisany na wpół prozą utwór Once I Went siostry napisały wspólnie.